# How About Now
How About Now è il tredicesimo album in studio del musicista statunitense Kenny Loggins, pubblicato nel 2007.

## Tracce
1. A Year's Worth of Distance – 5:45 (Kenny Loggins, Mike Reid)
2. A Love Song – 3:54 (Loggins, Wails)
3. I'll Remember Your Name – 4:36 (Loggins, Richard Marx)
4. How About Now – 3:59 (Loggins, Gary Burr)
5. I Don't Want to Hate You Anymore – 4:58 (Loggins, Frank J. Myers)
6. That's When I Find You – 3:57 (Loggins, Beth Nielsen Chapman)
7. If You Never Been There – 4:00 (Annie Roboff, Loggins)
8. Truth Is – 4:19 (Loggins, Chapman)
9. Too Much (Never Get Enough) – 3:56 (Loggins, Burr)
10. This Too Will Pass – 6:06 (Loggins, Radney Foster)
11. I'm a Free Man Now – 4:35 (Loggins, Burr)
12. One Last Goodbye Song – 3:45 (Loggins, Burr)